# Шевська вулиця (Київ)
Ше́вська ву́лиця — зникла вулиця, що існувала в Московському, нині Голосіївському районі міста Києва, місцевість Деміївка. Пролягала від до вулиці Данила Нечая до проспекту Сорокаріччя Жовтня (нині Голосіївський проспект).
Прилучалися провулок Чайковського, вулиці Чайковського та Наливайківська.

## Історія
Вулиця виникла наприкінці XIX століття, ймовірно, під такою ж назвою. Ліквідована разом із навколишньою малоповерховою забудовою наприкінці 1970-х років, офіційне рішення про ліквідацію — 1981 року.